# Rivière Palmer Est
Pour les articles homonymes, voir Palmer.
La rivière Palmer Est est un affluent de la rivière Palmer dont le courant se déverse successivement dans la rivière Bécancour, puis sur la rive-sud du fleuve Saint-Laurent. La rivière Palmer Est coule dans les municipalités de Sacré-Cœur-de-Jésus, Saint-Pierre-de-Broughton, Saint-Sylvestre (MRC de Lotbinière) et Saint-Jacques-de-Leeds, dans la municipalité régionale de comté (MRC) de les Appalaches, dans la région administrative de Chaudière-Appalaches, au Québec, au Canada.

## Géographie
Les principaux bassins versants voisins de la rivière Palmer Est sont :
- côté nord : rivière Beaurivage, rivière Fourchette, rivière Filkars ;
- côté est : rivière des Fermes, rivière du Cinq, ruisseau du Troisième Rang ;
- côté sud : rivière Palmer, rivière Prévost-Gilbert, rivière du Cinq, rivière Nadeau (Nouvelle-Beauce) ;
- côté ouest : rivière Palmer.

La rivière Palmer Est prend sa source dans le 8e rang, sur le versant ouest d'une montagne dont le sommet culmine à 561 m, au nord-ouest du village de East Broughton et à l'est de la "Montagne du Neuf". Cette zone de tête est située dans la partie nord-ouest la municipalité de Sacré-Cœur-de-Jésus, presque à la limite de la municipalité de Saint-Pierre-de-Broughton.
À partir de sa zone de tête, la rivière Palmer Est coule sur 16,3 km répartis selon les segments suivants :
- 0,3 km vers le nord-ouest, jusqu'à la limite municipale de Saint-Pierre-de-Broughton ;
- 2,1 km vers le nord-ouest, dans Saint-Pierre-de-Broughton, jusqu'au pont routier ;
- 1,6 km vers le nord-ouest, jusqu'au pont du chemin du 16e rang ;
- 3,3 km vers le nord-ouest, jusqu'au pont du chemin 15e rang, où elle traverse un petit hameau ;
- 4,9 km vers le nord-ouest, dans une vallée bordée de montagnes, jusqu'à la limite municipale de Saint-Sylvestre (MRC de Lotbinière) ;
- 1,6 km vers l'ouest, avec une courbe vers le nord pour recueillir les eaux du ruisseau Saint-Paul (lequel descend des montagnes), jusqu'à la limite municipale de Saint-Jacques-de-Leeds ;
- 2,5 km vers le sud-ouest, en traversant la "route des Érablieres", dans Saint-Jacques-de-Leeds, jusqu'à son embouchure.

La rivière Palmer se déverse sur la rive est de la rivière Palmer dans la municipalité de Saint-Jacques-de-Leeds. Sa confluence est située à 1,4 km en aval de la limite municipale de Saint-Pierre-de-Broughton.

## Toponymie
Le toponyme Rivière Palmer Est est associé à la rivière Palmer dont l'hydronyme est connu depuis la seconde moitié du XIXe siècle. Leur origine reste inconnu malgré les recherches faites auprès des pionniers locaux et aussi des nombreux prospecteurs miniers de cette époque.
Les plans du cadastre officiel, édition de 1937 notamment, indiquent « rivière des Palmes », autant pour la rivière Palmer Est que le cours principal de la rivière Palmer. Toutefois, les citoyens du secteur désignaient généralement ce cours d'eau « rivière Palmer ».
Certains chercheurs croient que « rivière Palmer » et « rivière Palmer Est » dériveraient d'une transformation phonétique de "Palm River". Cette forme auraient été en usage chez les nombreux pionniers irlandais et écossais.
La vallée de la rivière Palmer, immédiatement au sud de Saint-Pierre-de-Broughton, comporte des variétés de roseaux que les gens désignent familièrement comme des palmes.
Le toponyme Rivière Palmer Est a été officialisé le 5 décembre 1968 à la Commission de toponymie du Québec.